# 第韦尔
第韦尔（Dijver）是比利时布鲁日古城中心的一条运河和沿河的街道名称，从格鲁修斯桥（Gruuthusebrug）到玫瑰码头和制革者广场（Huidenvettersplein）。
第韦尔是布鲁日最古老的地名之一，在1292年以前就见于记载。该名称可以溯源到凯尔特人时代，意为神圣的。当时这是一个橡树（凯尔特人神木）覆盖的岛屿的北部边界，岛上是凯尔特人礼拜的地方。11世纪基督教化后，演变为修道院。1127年以前，第韦尔成为布鲁日第一城壁的一部分。
今天，这条街拥有不同的功能，包括商业、教育（欧洲学院），以及几座博物馆：格罗宁格博物馆、阿伦兹府（Arentshuis）和格鲁修斯博物馆。

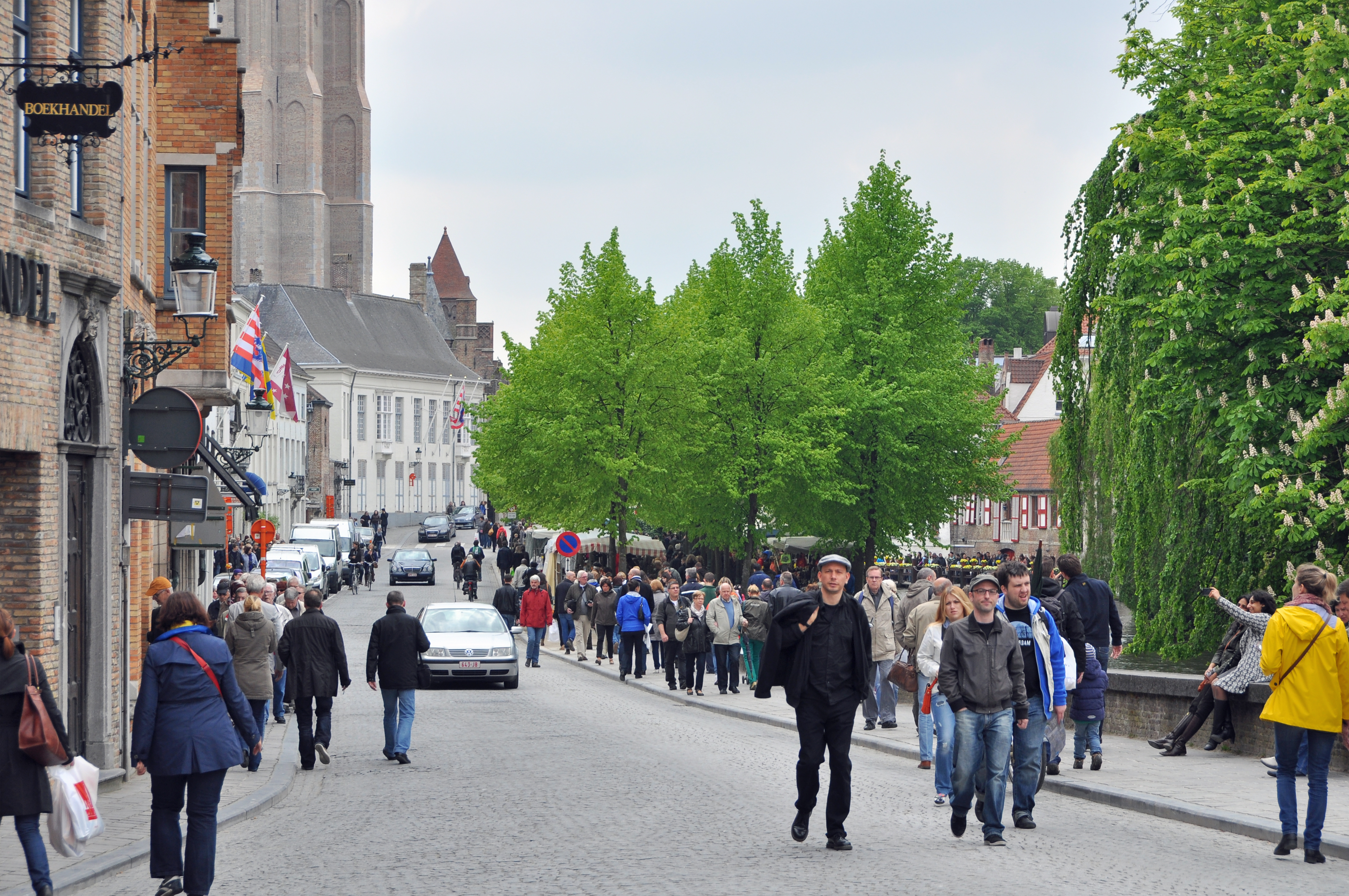
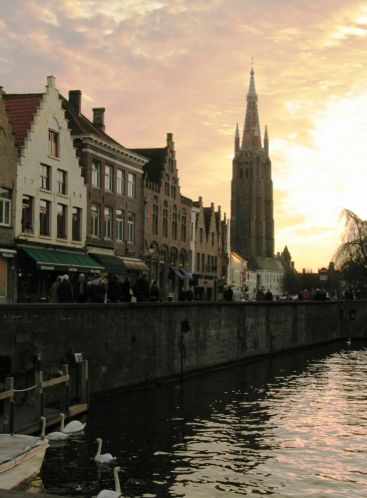
第韦尔，背景是圣母教堂
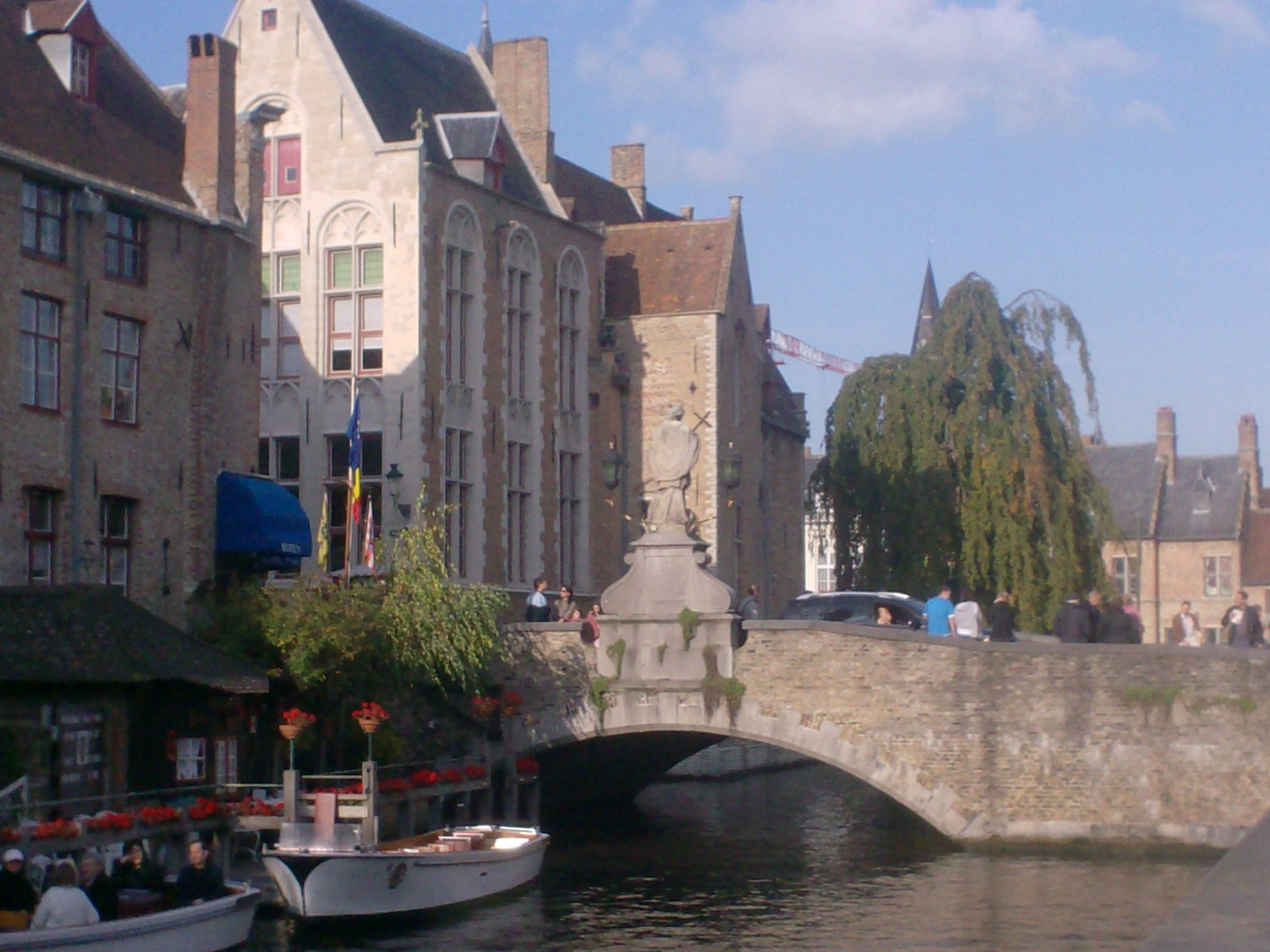
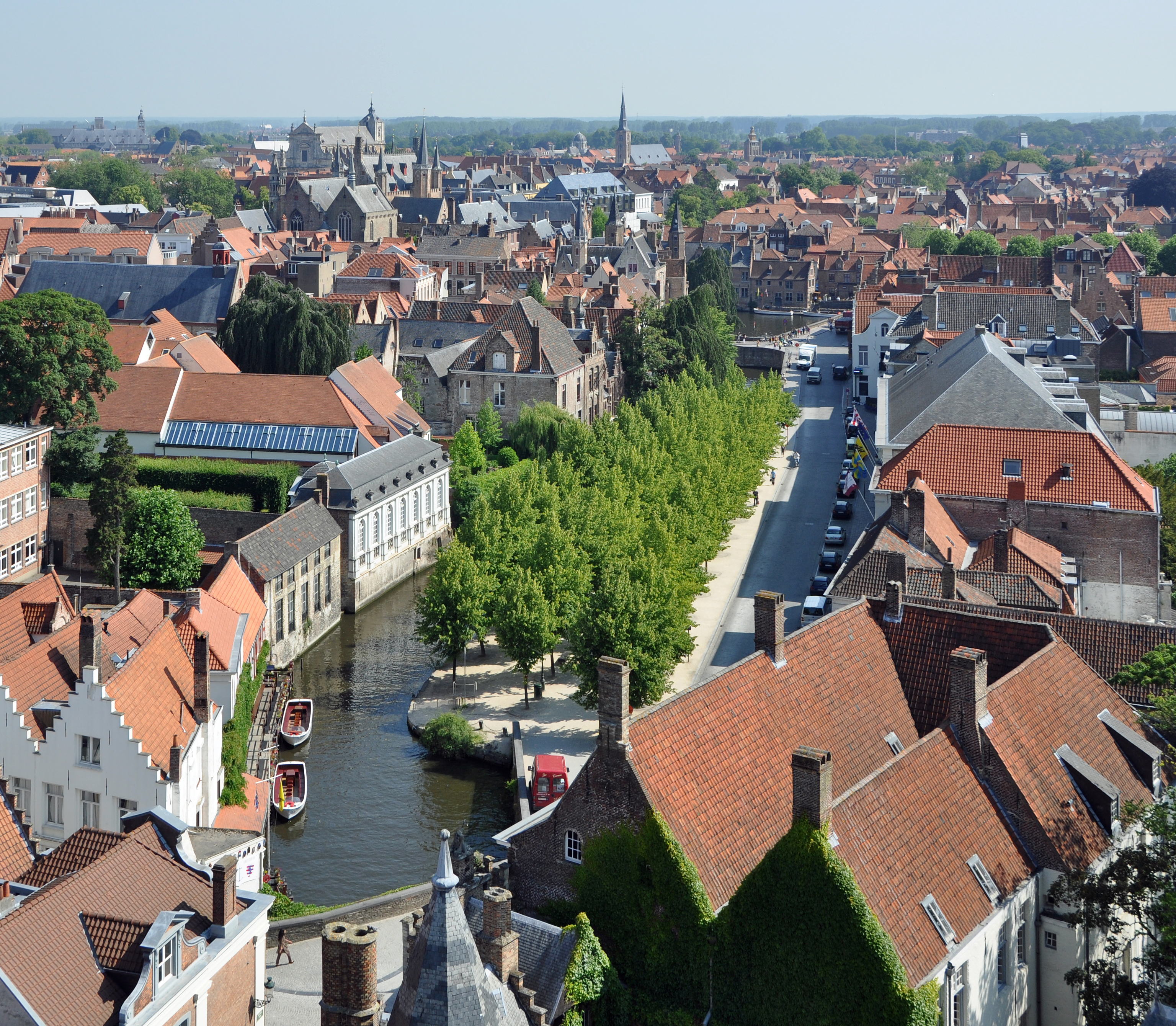

## 著名居民
- 路易·格鲁休斯（Lodewijk van Gruuthuse）
- 路易·德·波特（Louis De Potter）
- 欧内斯特Ernest van Caloen
- Emmanuel-Louis van Outryve d'Ydewalle